# Котков, Сергей Иванович
Серге́й Ива́нович Котко́в (2 октября 1906, Тейково, Владимирская губерния — 14 сентября 1986) — советский лингвист, диалектолог.

## Биография
Отец и мать работали в Тейково на фабрике, отец — табельщиком, мать — ткачихой. Здесь Котков в 1924 году окончил школу, занимается организацией пионерии в Тейковском уезде, работал секретарём и председателем бюро пионеров, заведовал агитационно-пропагандистским отделом уездного комитета комсомола. Затем заведовал клубом в посёлке Нерль, преподавал русский язык и обществоведение в школе. В конце 1920-х гг. был репортёром ивановских газет «Рабочий край» и «Смычка», организовал литературный кружок на фабрике имени Балашова, в 1931 году работал в Ивановском радиоцентре.
В 1931 г. Котков поступил на авторское отделение в Редакционно-издательский институт, где учился до его закрытия в 1933 г., одновременно преподавая в московских школах. В 1937 году он окончил вечернее отделение русского языка и литературы МГПИ, а в 1941 — аспирантуру МГПИ и сразу был приглашён в Таганрогский учительский институт. Однако в связи с началом Великой Отечественной войны институт был закрыт, и Сергей Котков вернулся в Тейково, где занял должность директора школы № 4, преподавал литературу, русский язык, историю. В 1943 году Котков защитил диссертацию кандидата филологических наук и в 1944 году переехал в Орёл. В Орловском пединституте он выполняет обязанности декана факультета русского языка и литературы, ведёт научно-исследовательскую работу. В 1952 году состоялась защита его докторской диссертации «Говоры Орловской области (фонетика и морфология)».
В 1954 году учёного перевели в Москву в Институт русского языка Академии наук СССР (ныне ИРЯ РАН им. Виноградова). Несколько лет Котков был заместителем директора института (по некоторым воспоминаниям сослуживцев, в институте он играл роль «носителя большевизма», будучи «сверхпартийным человеком», но при этом «всё-таки был учёным»). О работе Коткова в Институте русского языка сохранились воспоминания впоследствии известного лингвиста Л. И. Скворцова, который пишет, что Котков по поручению своего начальника, директора института академика В. В. Виноградова, отбирал выпускников МГУ для работы в только что созданном Институте русского языка.
Затем С. И. Котков возглавил Сектор лингвистического источниковедения и исследования памятников русского языка, главной задачей которого было изучение и издание древнерусских письменных памятников, чему учёный посвятил всю оставшуюся жизнь.

## Научная деятельность
В своих трудах Котков обосновал возможность изучать разговорную речь прошлых эпох по деловой письменности. Он редактировал и принимал участие в подборе скорописных материалов для сборников:
- «Памятники южновеликорусского наречия» (1977, 1982, 1990, 1993),
- «Памятники деловой письменности XV—XVI вв.: Рязанский край» (1978),
- «Памятники деловой письменности XVII в.: Владимирский край» (1984).

Под редакцией С. И. Коткова увидело свет более 20 изданий памятников русского языка. Среди них такие шедевры древнерусской письменности:
- «Изборник Святослава» 1076 г. (1965),
- «Синайский патерик XI—XII в.в.» (1967),
- «Грамотки XVII — начала XVIII в.» (1969),
- «Успенский сборник XII—XIII в.в.» (1971),
- «Назиратель XVI в.» (1973),
- «Выголексинский сборник XII в.» (1977),
- «Московская деловая и бытовая письменность XVIII в.» (1981),
- 4 тома рукописной газеты «Вести-Куранты» (1972, 1976, 1980, 1983).

Известны статьи Коткова, посвящённые изучению памятника древнерусской литературы «Слово о полку Игореве». Учёный даёт толкование отдельным лексемам (болонье, галица, смага, струга, зегзица, запасти, лелеяти, крычати, потяти, щекотати, незнаемь и др.), а также анализирует спорные чтения памятника (въ стазби, подобіе, на канину и др.). Свои выводы лингвист обосновывает параллелями, извлечёнными из памятников деловой письменности, диалектных записей и фольклорных текстов. В своих работах С. И. Котков неизменно подчёркивал необходимость изучения языка «Слова…» на основе привлечения лексики восточнославянской письменности и живых современных говоров, особенно южновеликорусских, поскольку в них сохранились следы породившей «Слово…» эпохи. Эти новые в языкознании идеи Коткова стимулировали дальнейшее изучение памятника в новом направлении.
Истории отдельных слов Сергей Иванович посвятил популярную книгу «Сказки о русском слове» (1964).
В деловой переписке XVII века С. И. Котков обнаружил одно из первых упоминаний о своей малой родине — селе Тейково, датированное 11 октября 1613 года. Документ составлен по поводу раздела двора «Якова Иванова Сына Молчанова между братьями его Григорием Большим и Григорием Малым».

## Основные работы
- Котков С. И. Московская речь в начальный период становления русского национального языка / Институт русского языка АН СССР. — М.: Наука, 1974. — 360 с. — 2500 экз. (в пер.) (Книга содержит описание фонетики и морфологии московской речи XVII столетия. Выясняется взаимодействие московского говора с наречиями южновеликорусским и северновеликорусским)
- Котков С. И. Избранные статьи по лингвистическому источниковедению и истории русского языка / сост. Л. Ю. Астахина. — Воронеж: НАУКА-ЮНИПРЕСС, 2021. — 471 с.

## Память
С. И. Котков похоронен в Москве на Митинском кладбище (участок 171).
На фасаде школы № 4 г. Тейково установлена мемориальная доска в честь учёного.